# Manoel Cecilio Ribeiro
Manoel Cecilio Ribeiro (Lages, 15 de janeiro de 1856 — São Paulo, 2 de abril de 1917) foi o fundador da cidade de Bom Jardim da Serra, no estado de Santa Catarina. Foi um líder regional e fomentador do desenvolvimento da pecuária no século XIX no Planalto Sul-Catarinense.

## Carreira

### Origens políticas
Seu pai Matheus, influente fazendeiro da região, por suas atuações políticas regionais foi o 1º vereador do então Distrito do Socorro, quando da instalação do município de São Joaquim, em 7 de maio de 1877, e juntamente com seu tio o coronel João Ribeiro (1819-1895) prestigiado chefe político da Região Serrana, chefe do Partido Conservador. Durante o Império teve a missão de, além de participar da fundação de São Joaquim (Santa Catarina), tornar-se seu 2º prefeito, participando da lista tríplice para o senado do Império, onde foi escolhido Alfredo d'Escragnolle Taunay, o Visconde de Taunay. Baseado nesta ascendência é compreensível a formação política de Manoel Cecilio Ribeiro e consequentemente a sua atuação, para em 1905 participar na fundação do povoado de Nossa Senhora do Socorro, que posteriormente se torna o município de Bom Jardim da Serra.

### Fundação de Bom Jardim da Serra
A participação de Manoel Cecilio Ribeiro juntamente com outros valorosos homens, Antão de Paula Velho, José Caetanos do Amaral, Manoel Inácio da Silva Esteves, Ranier Cassetari, Prudente Luiz Vieira, Taurino Gonçalves Padilha e Joaquim Rodrigues Pereira na fundação do povoado que deu origem ao município de Bom Jardim da Serra foi fundamental,  razão pela qual Manoel Cecilio é lembrado como "Homem de fibra, que participou de gestões políticas-sociais que visassem o desenvolvimento de sua terra", a reverência de sua terra pelo seu trabalho está configuradoa em denominar uma das principais ruas do município onde localiza-se a Prefeitura de Rua Manoel Cecilio Ribeiro.

### Gestões para o desenvolvimento regional
Criou o denominado “Grupo dos Oitos” que tinha como atribuição o suporte a criação do rebanho bovino e o desenvolvimento da região, tais atuações e culturas foram transmitidas de geração em geração, e atualmente Bom Jardim da Serra  destaca-se pela qualidade de seu rebanho bovino. Naquela época as grandes fazendas originárias do inicio da ocupação do Planalto Serrano, as Tijucas”, “Nossa de Senhora do Socorro”, “Pelotas” e “Santa Bárbara”, dominavam as coxilhas relvadas e as matas de araucárias, delimitando-se entre si e praticamente ocupavam o que é hoje o município de Bom Jardim da Serra. Por esta razão Manoel Cecilio Ribeiro era profundo conhecedor de sua terra e de sua gente, relacionava todos os rincões existentes, seu acervo de informações e documentos pode auxiliar no esclarecimento de diversas demarcações de áreas na região.

### Serra do Imaruí
A manutenção do Caminho das Tropas que fazia a ligação do planalto serrano com o litoral pela "Serra do Imaruí" teve participação de Manoel Cecilio não só na implantação no corredor de taipas na Fazenda do Socorro, como também na transposição para a localidade de Três Barras, pertencente ao município de Orleans, onde também juntamente com outros proprietários tinham terras de agricultura naquela região e em razão da referida serra iniciar-se na Fazenda do Socorro.

### A célebre fazenda do Socorro
A liderança e o apoio às causas da sua região sempre foram destacadas em sua atuação, desta forma pelo seu conhecimento e trânsito foi atribuído a Manoel Cecílio Ribeiro liderar um grupo de herdeiros e sucessores (Joaquim Rodrigues, Vitorino Machado, Emilio Ribeiro, José Candido Ribeiro, e outros), para propor em 1915 a medição judicial da célebre "Fazenda do Socorro", adquirida em 1776 de Manuel Marquez Arzão por seu bisavô "Matheus José de Souza", (1737-1820), que veio na bandeira de Correia Pinto para a fundação de Lages.
Para esta empreitada, já que se tratava de uma grande área adquirida por seu bisavô que outrora desbravara a região na fundação de Lages, e que passados 140 anos contava com diversos herdeiros e sucessores, ocupando grande parte do atual município de Bom Jardim da Serra, Manoel Cecilio Ribeiro buscou o apoio de seu primo o então senador Vidal Ramos (1866-1954), cujas mães eram irmãs (filhas de João Batista de Souza, também conhecido como “Inholo”, Maria Magdalena mãe de Manoel Cecilio e Julia mãe de Vidal), que indicou seu filho, o jovem advogado Nereu Ramos.

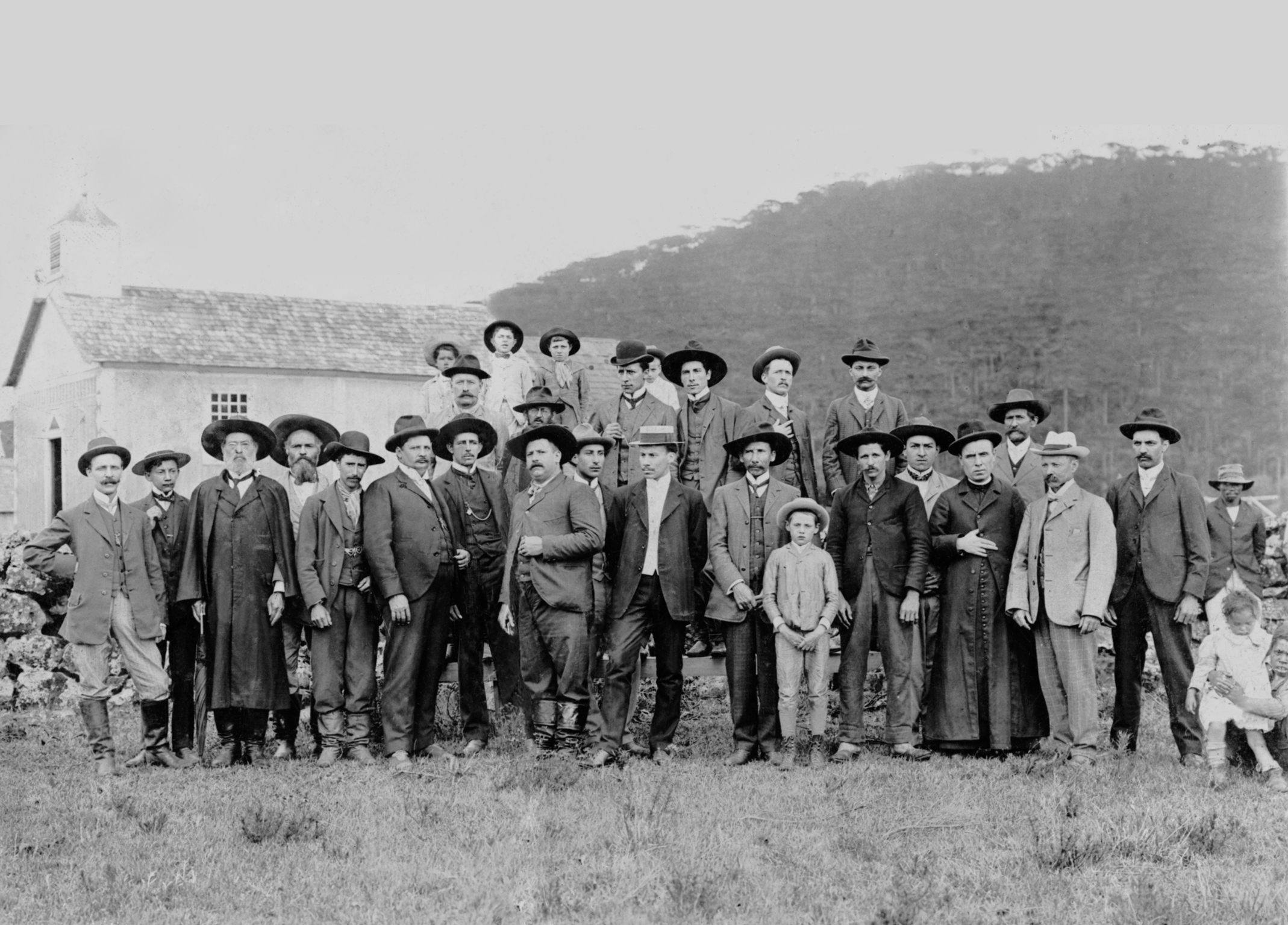
Bom Jardim da Serra 1910, no fundo a 1ª Capela de Nossa Senhora do Socorro, ao centro com a criança a sua esquerda Manoel Cecilio Ribeiro, a sua direita Adolfo José Martins (chapéu palheta), na sequência Ranieri Cassettari.

## Vida

### Infância
Filho mais velho de Matheus Ribeiro de Souza (1829-1900) e Maria Magdalena Baptista de Souza (1833-1867), nasceu em 15 de janeiro 1856 na Fazenda do Socorro, Quarteirão do Socorro, hoje Bom Jardim da Serra, a época pertencia a Lages - SC.
Em 1857 Manoel Cecilio ficou órfão aos 11 anos de idade, no entanto encontrou na 2ª esposa de pai Maria do Nascimento Amaral, a “Dona Senharinha” o apoio e carinho para completar sua formação.

### Casamento
Sua esposa Rosalina de Sousa e Oliveira (Lages 23 de janeiro de 1877 - São Joaquim em 05 de março de 1932) era descendente da tradicional família fluminense Sousa e Oliveira, filha de Aureliano de Sousa e Oliveira (neto) relacionado vereador da 1ª Câmara Municipal de São Joaquim (Santa Catarina) , seu avô Antônio Saturnino de Sousa e Oliveira radicou-se em Lages, sendo deputado provincial e irmão de dois grandes estadistas do Império, Aureliano de Sousa e Oliveira Coutinho(Visconde Sepetiba - Ministro do Império  e Governador de São Paulo) e Saturnino de Sousa e Oliveira Coutinho ( ministro do Império e Governador do Rio Grande do Sul). Coube a sua única filha e herdeira Dolores de Souza Ribeiro (São Joaquim em 19 de setembro de 1891- Florianópolis, de 25 de junho de 1928), juntamente com seu genro Adolfo José Martins, que foi a matriarca da família Martins em Bom Jardim da Serra a concluir seu intento.

### Atividades agropastoris
Empreendeu uma administração que buscou o desenvolvimento da pecuária nas fazendas da família, constituídas de áreas no Socorro, na Santa Bárbara, Pelotas (Rabungo e Varginha) e Três Barras embaixo da serra, áreas que ocupavam grande parte do atual município de Bom Jardim da Serra. Após a morte de seu pai em 1900, estabeleceu sua atuação nas Fazendas do Socorro e Santa Bárbara, já as outras fazendas ficaram para sua madrasta, irmãs e cunhados entre os quais destacam-se Antão de Paula Velho (c.c. Adelaide) e José Caetano do Amaral (c.c. com Adélia) que se destacaram na vida política do município.
Morreu em 2 de abril de 1917, em São Paulo, em decorrência de uma cirurgia. Foi enterrado no Cemitério do Araçá.